# Palmon
Palmon (パルモン?) è un Digimon di livello intermedio del media franchise giapponese Digimon, che comprende anime, manga, giocattoli, videogiochi, carte collezionabili ed altri media.
"Palmon" è il nome che condividono tutti i membri di questa particolare specie Digimon. Ci sono numerosi Palmon diversi che appaiono in varie serie anime e manga di Digimon.
L'apparizione più conosciuta di Palmon è quella nell'anime Digimon Adventure come Digimon partner di Mimi Tachikawa.
Il Palmon di Digimon Adventure appare anche nella serie sequel Digimon Adventure 02 e in tutti i film relativi ad Adventure e Adventure 02. Compare, inoltre, in Digimon Adventure tri..
È un Digimon pianta, somigliante ad una palma.
Palmon è doppiata in giapponese da Shihomi Mizowaki (nella terza serie adotterà il nome d'arte Kinoko Yamada) e in italiano da Monica Vulcano.

## Aspetto e caratteristiche
Il nome "Palmon" deriva parzialmente da "Palm", "palma, e dal suffisso "-mon" (abbreviazione di "monster") che tutti i Digimon hanno alla fine del loro nome. "Palmon" significa quindi "mostro simile ad una palma".
Palmon è una creatura simile ad una pianta che presenta pelle verde e artigli viola dalle punte anch'esse verdi. Dalla testa le spunta un fiore rosa con centro di colore giallo. Ha una piccola coda e delle piccole protuberanze allineate sulla schiena.
Palmon è un Digimon dalla personalità irascibile ma dalle molte sfaccettature. Il fiore sulla sua testa le permette di confondersi con l'ambiente, rendendola molto difficile da trovare. Il fiore emette un profumo molto dolce quando il Digimon è di buon umore, ma questo cambia a seconda delle sue emozioni, diventando ad esempio insopportabile se Palmon è triste o depressa. Può fare la fotosintesi piantando i suoi piedi simili a radici nel terreno e attirando a sé nutrimento espandendo le sue braccia simili a foglie ed il suo fiore. Nonostante sia un Digimon basato su una pianta, Palmon presenta alcune caratteristiche tipiche dei rettili.

## Apparizioni
Tanemon digievolve per la prima volta in Palmon per proteggere Mimi dall'attacco di un Kuwagamon. Successivamente digievolve in Togemon quando un Monzaemon infettato da un Ingranaggio Nero li attacca nella Città dei Balocchi. Da allora, Palmon e Mimi diventano buone amiche, ma Palmon spesso prova a far apprezzare a Mimi le cose che ha e a fargliela cavare con ciò che la vita le ha donato. Quando i Digiprescelti tornano nel mondo reale per fermare i piani di Myotismon, il 3 agosto, Palmon superdigievolve Lillymon quando Mimi versa lacrime sincere per il benessere di suo padre, che aveva provato invano a fermare DarkTyrannomon. Grazie a questo nuovo potere, Lillymon diviene un alleato fondamentale nelle battaglie contro Myotismon, i Padroni delle Tenebre e Apokarimon. Dopo la sconfitta di Piedmon e Apokarimon, i ragazzi sono costretti a lasciare Digiworld. Palmon scappa via nella foresta, non volendo rivedere Mimi ancora una volta - perché se l'avesse fatto avrebbe dovuto dirle addio. Ma quando il tram sul quale i bambini prescelti stanno partendo inizia a muoversi, il Digimon corre fuori dalla foresta chiamando Mimi, scusandosi e salutandola nel modo appropriato.
Un anno dopo la loro avventura, Mimi e Palmon si ritrovano affinché Mimi sprigioni i poteri della sua Digipietra per liberare i Digimon Supremi. Come conseguenza di ciò, Palmon perde però il potere di divenire Lillymon. Due anni dopo, quando l'Imperatore Digimon inizia il suo folle piano di conquista di Digiworld, Palmon è tra i Digimon della generazione originale ad aiutare i nuovi Digiprescelti. Un evento di questo genere si verifica quando Yolei, Hawkmon e Mimi si perdono e vengono braccate da un gruppo di Gekomon e Otamamon controllati dall'Anello del Male nella Foresta Oscura, salvate solo dall'intervento di Palmon. Lei e Mimi presentano ai nuovi bambini prescelti il Digiprescelto americano Michael ed il suo Digimon partner, Betamon. È la stessa Palmon a rivelare che lo strano Digimon che attacca la diga senza motivo è un essere artificiale creato dagli Obelischi di Controllo. Palmon torna nel mondo reale la vigilia ed il giorno di Natale ed aiuta a raggruppare tutti i Digimon apparsi in America insieme agli Obelischi di Controllo, ricevendo un nuovo potere da uno dei dodici Digicuori Iridescenti di Azulongmon e potendo così tornare a superdigievolvere Lillymon. Viene successivamente vista murare il Digivarco di Hikarigaoka e nella battaglia finale contro MaloMyotismon.
In Digimon Adventure tri., Palmon, insieme agli altri Digimon e ai Digiprescelti della prima generazione, ritorna tra i protagonisti. Nel primo film della serie, infatti, i Digiprescelti sono chiamati a difendere il mondo reale dagli attacchi di Digimon infetti. Palmon non può prendere parte alla prima battaglia contro i tre Kuwagamon infetti poiché Mimi è ancora lontana, avendo fatto appena ritorno dall'America. Successivamente, Palmon, digievolvendo Togemon, affianca i compagni nella battaglia contro Alphamon, che però sarà risolta solo con l'intervento di Omnimon. Nel secondo film, a distanza di pochi giorni dagli eventi del primo, Palmon, digievolvendo Togemon, insieme a Meicoomon, affronta Orgemon infetto. Uno dei suoi attacchi, però, colpisce un elicottero di giornalisti televisivi, facendolo precipitare in acqua. Ciò causerà un ulteriore danno d'immagine ai Digimon nell'opinione pubblica, già turbata dai numerosi danni provocati dalle battaglie dei giorni precedenti. Inoltre, i compagni rimprovereranno Mimi, provocandole molti dubbi. Qualche giorno dopo, durante il festival scolastico, Ken Ichijouji, nelle vesti dell'Imperatore Digimon, attraverso una distorsione, rapisce Meicoomon. Palmon immediatamente corre in soccorso della nuova compagna, seguita da Gomamon e Leomon. L'Imperatore ha dalla sua Imperialdramon, in versione oscura. Joe darà tutto il suo supporto a Gomamon, che riuscirà a megadigievolvere Vikemon: spinta dalle parole del compagno, con cui condivideva dubbi e paure, Mimi esorta Togemon a dar fondo a tutte le sue forze. Lillymon, così, per la prima volta, megadigievolve Rosemon, riuscendo, insieme a Leomon e Vikemon, a sconfiggere Imperialdramon.

## Altre forme
Il nome "Palmon" si riferisce solo alla forma di livello intermedio di questo Digimon. Durante la serie, Palmon riesce a digievolvere in un certo numero di forme più potenti, ognuna con nome ed attacchi speciali diversi. Tuttavia, il livello intermedio è la sua forma di preferenza, nonché quella in cui passa la maggior parte del tempo, a causa della più alta quantità di energia richiesta per rimanere ad un livello più alto.
Ad un certo punto, Palmon deve travestirsi per evitare di essere riconosciuta da un Nanimon. Il Digimon si infila una parrucca e si fa chiamare ReggaePalmon, riuscendo ad ingannarlo.

### Yuramon
Yuramon (ユラモン?) è la forma al livello primario di Palmon ed è un Digimon neonato. Il nome "Yuramon" viene dalla parola giapponese "yurayura", una parola che descrive l'oscillamento o il tremolio di qualcosa. "Yuramon", quindi, significa "mostro che trema".
Yuramon è un piccolo Digimon con pelo di colore grigio che ricopre il suo intero corpo, occhi neri e due antenne sulla testa. La sua bocca è coperta dal pelo e non è visibile finché non è aperta.
Appare per la prima volta durante un flashback in cui lo si vede schiudersi dal Digiuovo di Palmon.

### Tanemon
Tanemon (タネモン?) è la forma al livello primo stadio di Palmon. Tanemon è un Digimon bulbo il cui nome viene da "tane", la parola giapponese che significa "seme". "Tanemon", quindi, significa "mostro simile ad un seme". È di colore bianco e verde ed è un Digimon basato su una radice con due foglie che sono germogliate sulla sua testa.
Palmon è in questa forma quando incontra per la prima volta Mimi. Dopo la sua iniziale Digievoluzione in Palmon per aiutare nella battaglia contro un Kuwagamon selvaggio, il livello intermedio diviene la sua forma preferita. Da quel momento in poi, Palmon regredisce temporaneamente in Tanemon solo quando termina la sua energia ad un livello superiore e non riesce a sostenere i consumi di energia della forma al livello intermedio.

### Togemon
Togemon (トゲモン?) è la forma al livello campione di Palmon. È un enorme cactus, dalla faccia tipica degli Haniwa, con un ciuffo di capelli arancioni e che indossa un paio di guantoni da pugilato. Il suo nome deriva dalla parola giapponese "toge", che significa "pungiglione" o "spina". "Togemon" significa quindi "mostro pieno di spine".
Togemon compare per la prima volta nell'episodio "Ora tocca a te, Palmon!" per combattere Monzaemon ed estrarre l'Ingranaggio Nero che lo controlla. Successivamente Togemon fa lo stesso con Centarumon e poi aiuta nella lotta contro Devimon. Il Digimon è inoltre presente in battaglie contro i tirapiedi di Etemon, Myotismon ed i Padroni delle Tenebre.
In Adventure 02, quando Halsemon scaglia i Fratelli Roachmon, aiutata da Mimi che li acceca con un riflettore, in un Obelisco di Controllo situato nella Foresta Oscura, danneggiandolo, Palmon riesce a digievolvere Togemon e a combattere i Roachmon prima che Halsemon distrugga l'Obelisco di Controllo. Togemon dice quindi a Mimi che ci avrebbe pensato lei a proteggere la Foresta Oscura. Successivamente, Palmon digievolve Togemon e distrugge la Spirale del Male di un Gorillamon dopo che questi era stato indebolito dal Betamon di Michael, digievoluto Seadramon. Togemon viene inoltre visto brevemente quando Palmon superdigievolve direttamente in Lillymon.

### Lillymon
Lillymon (リリモン?, Lilimon) è la Digievoluzione al livello evoluto di Palmon. È un Digimon folletto basato su fiori e piante, così come il suo nome, che proviene dalla parola inglese "lilly", il fiore di lillà.

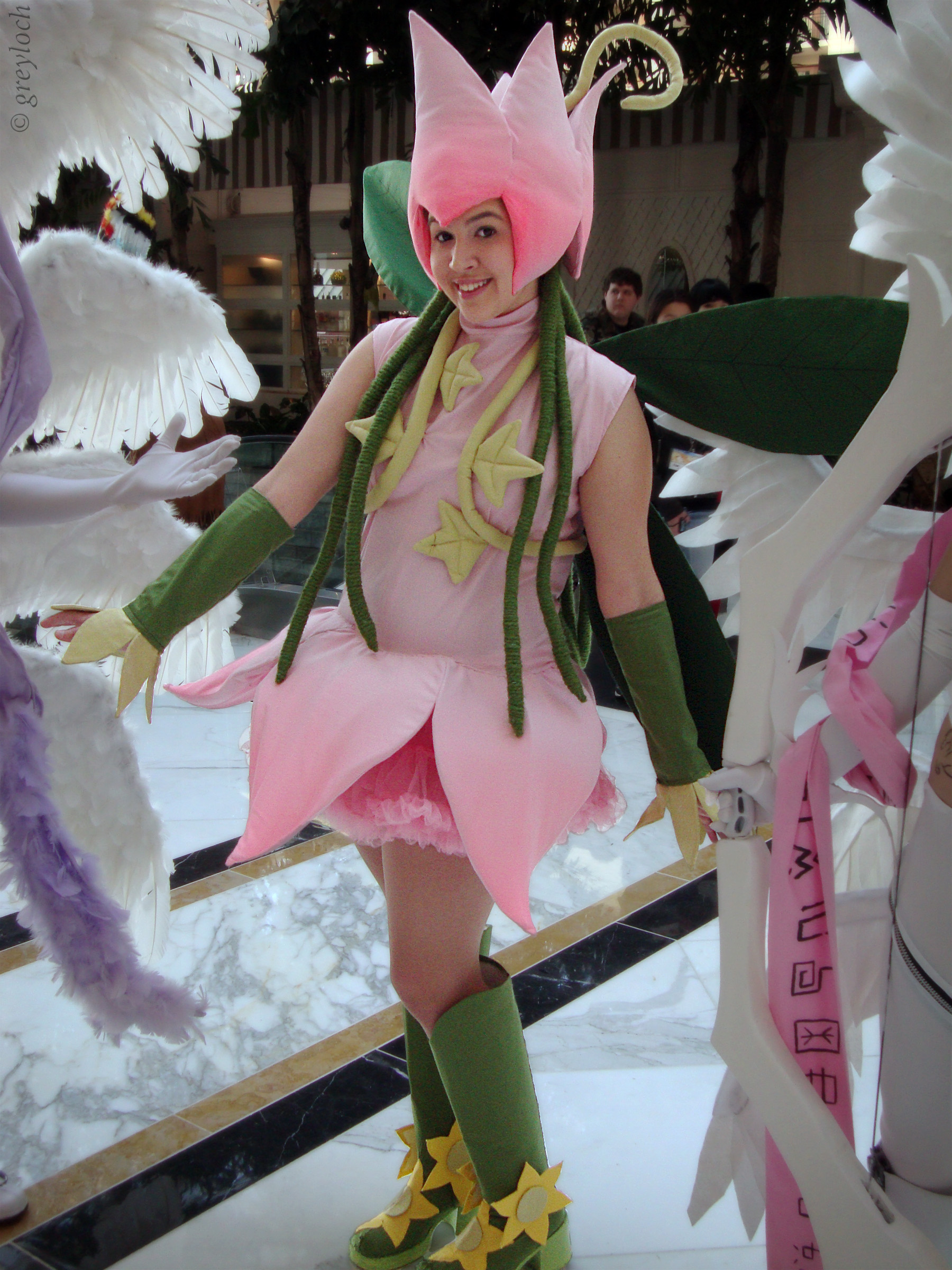
Cosplay di Lillymon

Lillymon fa la sua prima apparizione il 3 agosto 1999, nell'episodio "La nebbia si dirada...", quando Myotismon isola Odaiba dal resto di Tokyo così che i suoi tirapiedi possano raggrupparne tutti gli abitanti. Durante il vano tentativo di contrattaccare, il padre di Mimi rimane quasi ucciso quando cerca di usare una macchina per fermare un DarkTyrannomon. Le lacrime sincere di Mimi fanno brillare la sua Digipietra, causando la Superdigievoluzione di Togemon in Lillymon, la quale addomestica DarkTyrannomon. Ma presto fa la sua comparsa Myotismon stesso. Lillymon cerca di combatterlo, ma viene paralizzata dall'Ombra Paralizzante del Digimon malvagio. Viene curata poco dopo da Wizardmon in modo da poter partecipare alla battaglia finale contro Myotismon in persona. Successivamente conferisce la sua energia ad Angewomon, che con la sua Freccia Sacra distrugge infine Myotismon. Lillymon diventa un alleato indispensabile per combattere i Padroni delle Tenebre ed Apokarimon.
Quando Mimi usa il potere della sua Digipietra per liberare i Digimon Supremi, Palmon perde il potere di superdigievolvere Lillymon. Questo fino a tre anni dopo quando, il giorno di Natale, Palmon e gli altri Digimon prescelti originali ricevono un incremento di potere da uno dei dodici Digicuori Iridescenti di Azulongmon. Michael ed il resto dei Digiprescelti americani riescono a fermare un Cherrymon impazzito e raggruppano tutti i Digimon, per poi rispedirli a Digiworld.

### Rosemon
Rosemon (ロゼモン?) è la Digievoluzione al livello mega di Palmon. Ha l'aspetto di una bella donna, con la testa di una rosa, così come il suo nome, che proviene dalla parola inglese "rose", il fiore della rosa.
Rosemon compare per la prima volta nella serie Digimon Adventure tri., ambientata nel 2005, quando l'Imperatore Digimon rapisce Meicoomon. Secondo Koushiro (Izzy), la digievoluzione, insieme a quella di Vikemon, è preannunciata da una misteriosa profezia che egli ha ricevuto via mail. La digievoluzione al livello mega è comunque avvenuta solo quando Mimi, grazie alle parole di Joe, si è liberata da tutti i suoi dubbi, spronando Togemon a dar fondo a tutte le proprie forze. Rosemon, insieme a Vikemon e Leomon, riuscirà a sconfiggere Imperialdramon in versione oscura, liberando Meicoomon.

## Character song
Palmon possiede l'image song "Koyubi no Fantasy" ("Fantasia di un mignolo") e un'altra in comune con Mimi (Ai Maeda) chiamata "Happy Smile" ("Sorriso felice"). In Digimon Adventure Tri. ne possiede una seconda, intitolata "Blooming your Heart".

## Accoglienza
De'Angelo Epps di CBR ha classificato Rosemon come la decima migliore megadigievoluzione. Twinfinite ha classificato Palmon come l'ottavo miglior Digimon dei Digiprescelti originali. Jeremy Gill di ReelRundown ha classificato Rosemon come la settima miglior Megadigievoluzione dei Digimon originali. Secondo WatchMojo, Rosemon è il nono miglior Digimon di livello mega mentre Lillymon è stata inserita nelle menzioni d'onore tra i migliori Digimon in generale. Oskar O.K. Strom di Honey's Anime ha considerato Tanemon come il decimo Digimon più carino.